# ミック・エイヴォリー
ミック・エイヴォリー (Mick Avory、1944年2月15日 - ) は、イギリスのミュージシャンであり、ロック・バンド、キンクスのドラマー兼パーカッショニストとして最もよく知られている。1964年の結成直後からのメンバーであったが、1984年にギタリストのデイヴ・デイヴィスとの摩擦のため脱退した。彼はデイヴィス兄弟を除くと、バンドに最も長く在籍したメンバーである。彼はまたデイヴィス兄弟を除いて、バンドの中で最もレコーディングに参加したメンバーであり、20枚のスタジオ・アルバム及びバンドのクリエイティブな作品のほぼすべてで演奏している。

## バンド以前（1962年-1963年）
キンクスに加入する前、エイヴォリーは1961年8月に「Baby Sittin'」で30位のヒットを記録したバンド、ボビー・アンジェロ&ザ・タキシードのメンバーであった。グループから脱退した後の1962年5月後半から6月上旬に彼はロンドンのブリックレイヤーズ・アームズ・パブで、後にローリング・ストーンズとなるグループのために2回ドラムのリハーサルを依頼された。エイヴォリーは1962年7月12日のマーキー・クラブでのストーンズの最初のショーにも出演したと言われているが、自身は「トニー・チャップマンがマーキーでギグをしたと思うよ。僕は演奏しなかった。ソーホーのブリックレイヤーズ・アームズで2回リハーサルをしただけだよ」と語っている。後年、キース・リチャーズ は「彼（エイヴォリー）は酷かった。リズムの裏表を理解してなかったからな」とエイヴォリーを酷評している。

## キンクス（1964年-1984年）

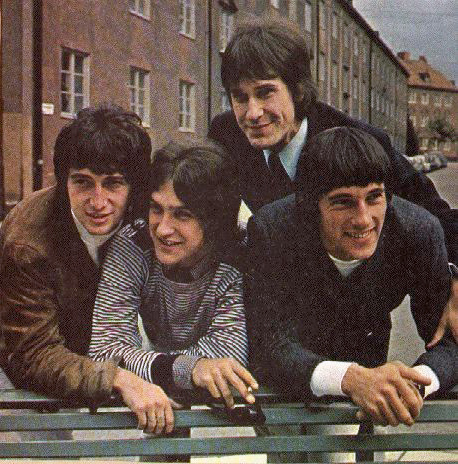
キンクス、1965年。左から：ピート・クウェイフ、デイヴ・デイヴィス、レイ・デイヴィス、ミック・エイヴォリー

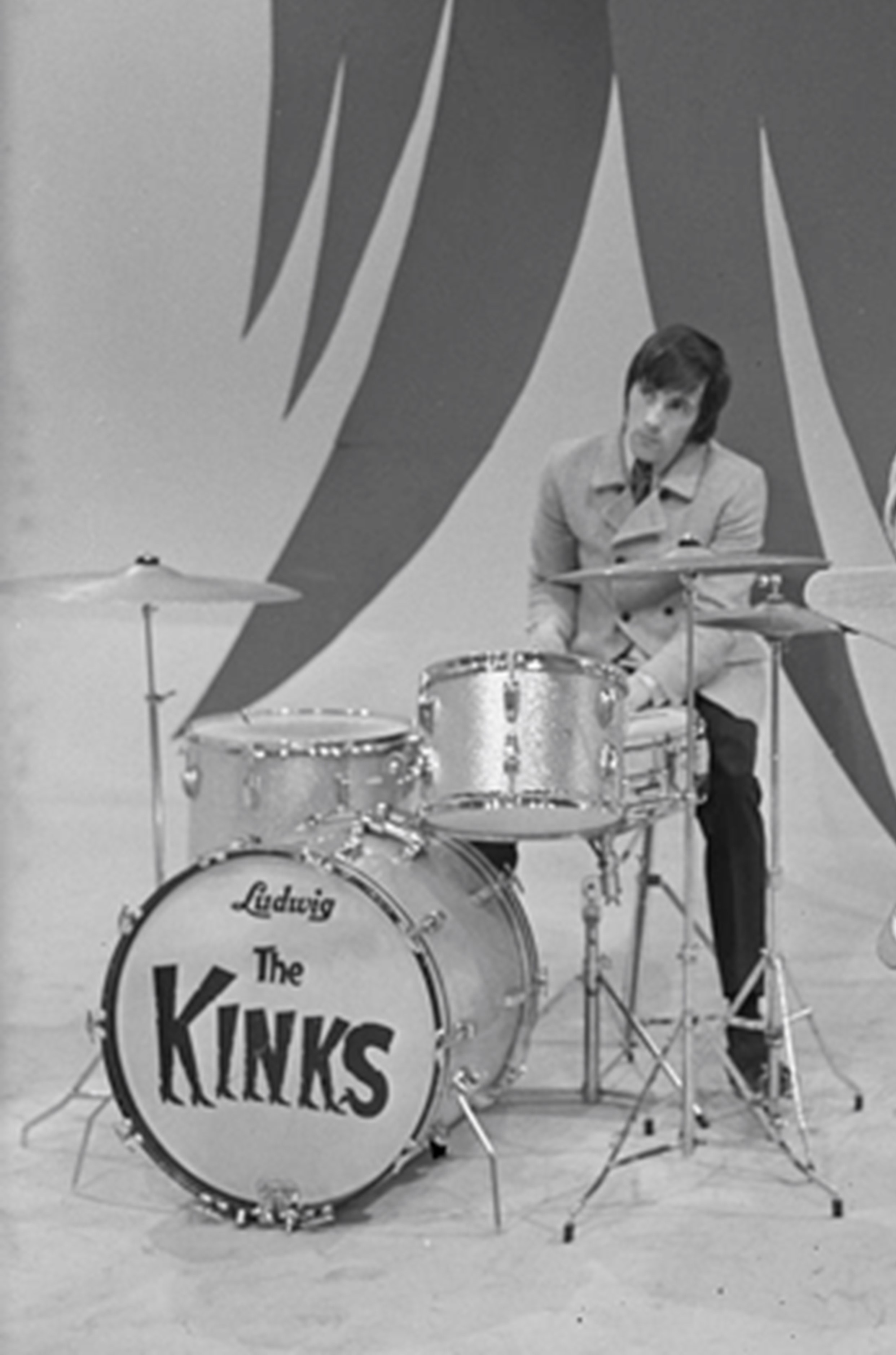
ミック・エイヴォリー (1967年)

エイヴォリーは、キンクスからドラマーのミッキー・ウィレットが脱退した後、1964年1月に加入した。彼が『メロディ・メイカー』誌に出した広告をバンドのマネージャーが見た後、ウィレットの後任として雇われることとなった。その演奏技術にもかかわらず、初期のキンクスのレコーディング（「ユー・リアリー・ガット・ミー」などのヒットを含む）では、通常エイヴォリーをドラマーとして起用しなかった。プロデューサーのシェル・タルミーは、1965年までスタジオでの仕事にベテランのセッション・ドラマー（特にクレム・カッティーニとボビー・グラハム）を起用し、エイヴォリーはしばしばサポート・パーカッションを担当していた。エイヴォリーはファースト・アルバムとサード・アルバムの特定のトラックと、セカンド・アルバム『カインダ・キンクス』の1曲を除く全曲でドラムを演奏した。これはエイヴォリーが元々ジャス畑のドラマーであり、初期キンクスのハードロックに対応できていなかったことが理由とされている。エイヴォリーがドラムを担当した最初のシングルは「陽気にやろうぜ」で、その後は1966年のアルバム『フェイス・トゥ・フェイス』から1984年に脱退するまですべてのキンクスのレコーディングで演奏を続けた。
エイヴォリーは常にキンクスのラインナップの中で最も静かで気楽なメンバーと見なされており、レイ・デイヴィスの親友であった。反面キレやすい一面もあり、ギタリストのデイヴ・デイヴィスとの険悪な関係は、ステージ上で幾度もの諍いをもたらした。最も悪名高い（そして誤って広く伝えられた）事件は、1965年にサウスウェールズのカーディフにあるキャピトル・シアターでの出来事であった。エイヴォリーがハイハット・スタンドでデイヴィスを殴ったというものだが、それはデイヴィスが前夜にタウントンのホテルで酔っ払って喧嘩したことに対する報復として、彼のドラムセットを蹴ったために行ったことだった。その争いは明らかにエイヴォリーが勝ったことに対する報復だった。その後、エイヴォリーはデイヴィスに重傷を負わせたことで逮捕されることを恐れ、数日間隠れるようにして逃げた。またあるときには、エイヴォリーはステージ上で激怒してデイヴィスにドラムスティックを投げつけた。レイによると、2人の問題は1965年初頭にロンドンのアパートで短期間同居した頃から始まったとされる。
最終的にエイヴォリーとデイヴィスとの関係は悪化し、エイヴォリーはバンドを去った。エイヴォリーは1984年にバンドでの活動をやめたが、レイ・デイヴィスとの合意により、バンドとデイヴィス兄弟がほとんどのレコードを録音するコンク・スタジオを管理する業務を行うことを受け入れた。
レイは状況を説明した：
僕にとって最も悲しい日は、ミックが去ったときだった。デイヴとミックはうまくやっていけなかった。ひどい争いがあり、もう対処できなくなってしまった。いざというとき、僕が直面することができなかった議論を避けるために。……「グッド・デイ」という曲を録音していて、スタジオにミックとデイヴがいるのに直面できなかったので、ドラムマシンを使ったんだ。デイヴはミックを辞めさせたいと言った、そして……僕はミックを連れ出した、そして僕らはとても、とても酔っ払った。僕たちはギルフォードにいた、そして、この素晴らしいスクランピーを約5パイント飲んだ後、ミックは、たとえ他のバンドが自分にツアーの機会を与えたとしてもツアーをしたくないので、ツアーには参加しないだろうと言った。そして僕は彼が電車に乗ったことを覚えている - 彼は運転を禁止されていたからだ。それはミックにとって最悪の年だった - そして彼は駅まで歩いて霧の中に姿を消した。
エイヴォリーの後任として、ルーレッツ、ユニット4+2、アージェントのドラマーであったボブ・ヘンリットが加入した。
その後、デイヴ・デイヴィスとエイヴォリーは関係を改善したようである。アルバム『シンク・ヴィジュアル』のデイヴ作「ロックン・ロール・シティ」でエイヴォリーはドラムを演奏した。たまたまコンク・スタジオで仕事をしていたエイヴォリーはデイヴに依頼されてレコーディングに参加した。後にエイヴォリーは「今ではデイヴはいい友達だ」と語っている。エイヴォリーはレイ・デイヴィスから再加入を求められたが、20年間にも及んだノンストップのツアー、作業、パフォーマンスのスケジュールから休憩したいとして、この申し出を辞退した。

## 現在（1985年- ）
1996年に、彼はジョン・ダルトン、デイヴ・クラーク（「デイヴ・クラーク・ファイヴ」のデイヴ・クラークとは別人）、ジョン・ゴスリング、ジム・ロッドフォードらとともに、キャスト・オフ・キンクス（The Kast Off Kinks）として活動を始めた。エイヴォリーはそれ以来、彼らと共演してきた。
1990年代には、クラーク、ノエル・レディング、元アニマルズのデイヴ・ロウベリーと共にシャット・アップ・フランクを結成した。彼らは広くツアーを行い、いくつかのアルバムを録音した。
エイヴォリーはデイヴィス兄弟、ピート・クウェイフと共に1990年にロックの殿堂、2005年にイギリス音楽の殿堂入りした。
2004年4月までに40周年ツアーを行おうとしているアニマルズの要請により、チップ・ホークス（以前のザ・トレメローズ）は彼らと一緒にツアーするバンドを結成するように依頼された。エイヴォリーはこれを受けて、真の「ビート時代」のスーパーグループをまとめた。バンドにはエイヴォリー、エリック・ヘイドック（ホリーズ）、ホークスなどの1960年代イギリスのグループのメンバーが参加し、現在はザ・クラス・オブ64（ブリティッシュ・インヴェイジョンがアメリカを席巻した1964年から）としてギタリストの「テレキャスター・テッド」トムリンとグラハム・ポロックをフィーチャーして活動している。バンドは世界中をツアーし、メンバーがかつて所属していたバンドのヒット曲のアルバムを録音した。
2007年、エイヴォリーはザ・クラス・オブ64を脱退し、他の元64メンバーのヘイドック、ポロック、トムリンと共に、ザ・レジェンズ・オブザ・シックスティーズという新しいバンドを結成した。このバンドにはマーティン・ライオンも参加している。
エイヴォリーは2007年5月10日に行われたレイ・デイヴィスのロイヤル・アルバート・ホール公演に特別ゲストとして出演し、タンバリンを演奏した。このコンサートにはキンクスのキーボード奏者であったイアン・ギボンズもゲストとして参加した。
エイヴォリーは現在、イギリスの1960年代のグループのメンバーであるジョン・ディー（ファンデーションズ）、アラン・ラヴェル（スウィンギング・ブルージーンズ）、デレク・マンデル（ジョージ・ハリスン・バンド）をフィーチャーした「60s オールスターズ」バンドでも演奏している。バンドはエイヴォリーの出身地、サリー州イースト・モールジーにあるハンプトンコートのカーディナル・ウォルシー・パブで定期的に演奏しているのを見ることができる。
エイヴォリーはリック・バックラーが脱退したフロム・ザ・ジャムの後任ドラマーに選ばれ、2009年12月に彼らと一緒にツアーを行った。

## 私生活
エイヴォリーはロンドン西部のキューに住んでいる。エイヴォリーには娘がいるが、彼女は「ひどく音楽的」ではないと主張している。エイヴォリーは2018年1月にマルリーサ・ムラデクと結婚した。